# Vaganski Vrh
Vaganski Vrh – szczyt w paśmie Welebit w Górach Dynarskich. Leży w Chorwacji, blisko brzegów Adriatyku. Jest to najwyższy szczyt pasma Welebit.